# Third Island
Third Island är en ö i territoriet Falklandsöarna (Storbritannien). Den ligger i den västra delen av landet. Arean är 1,4 kvadratkilometer.
Terrängen på Third Island är mycket platt. Öns högsta punkt är 39 meter över havet. Ön sträcker sig 1,4 kilometer i nord-sydlig riktning, och 1,5 kilometer i öst-västlig riktning. Third Island är täckt av hed.